# Johann David Sieber

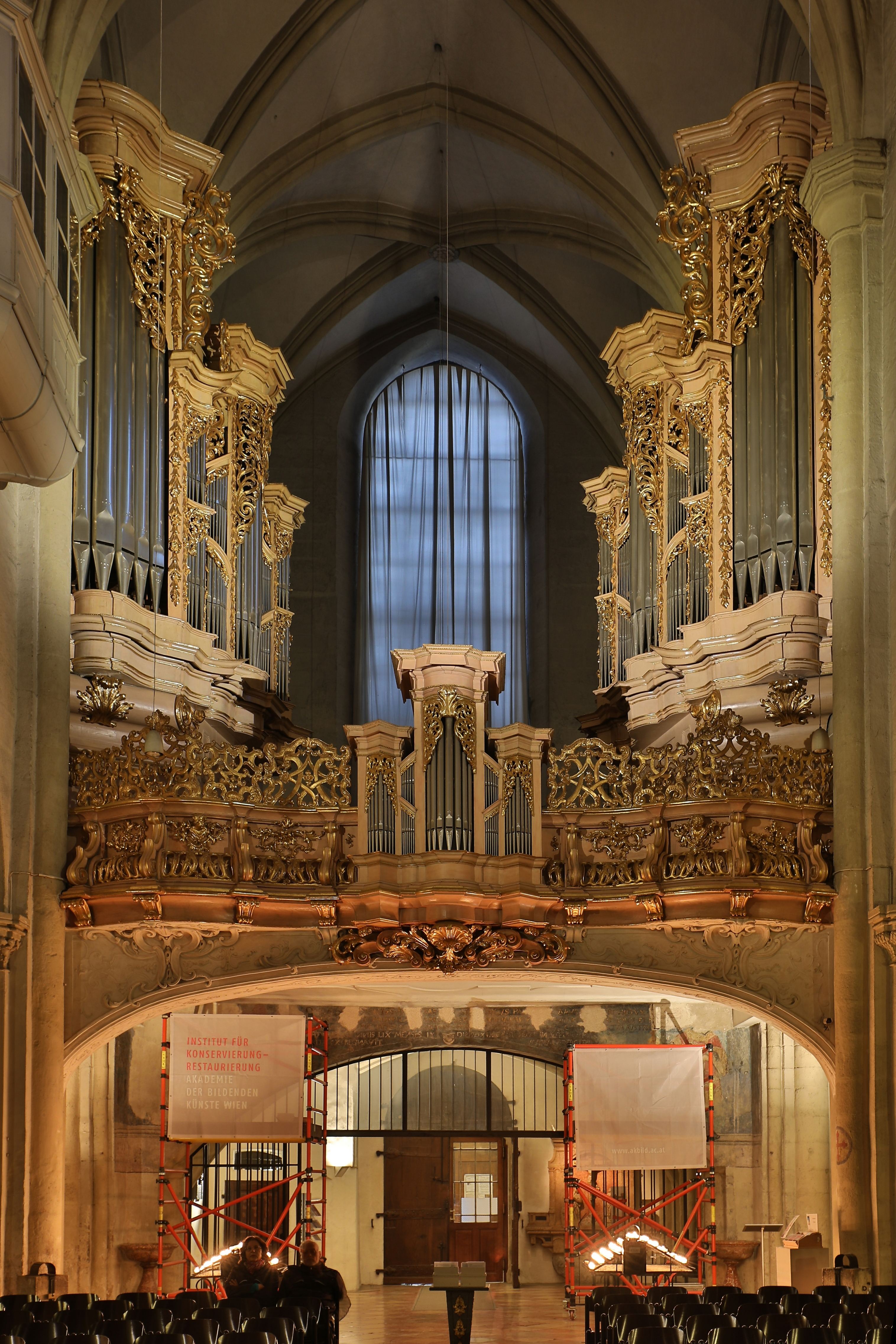
Orgel der Michaelerkirche Wien

Johann David Sieber (* ca. 1670; † September 1723 in Brünn/Mähren (heute Brno, Tschechien)) war ein altösterreichischer Orgelbauer.

## Leben
Johann David Sieber erlernte den Orgelbau bei Johann Gottfried Halbich d. Ä. (ca. 1660–1720) in Grulich (Králíky/CZ). Bis 1693 wirkte er in Prag und ließ sich 1702/1703 in Brünn nieder. Er war dreimal verheiratet. Vor 1695 ehelichte er Eva Rosnia, mit der er vier Kinder hatte. Mit Catharina Rosalia vermählte er sich vor 1714 und hatte mit ihr fünf Kinder, darunter Franciscus Ignatius, der als einziges seiner Kinder den Orgelbau erlernte. Aus der Ehe mit Dorothea (1721) gingen drei Kinder hervor. Die Witwe heiratete am 7. Februar 1724 Anton Richter, einen Gesellen von Sieber, der die Werkstatt seines Lehrmeisters übernahm und die unvollendeten Orgelneubauten fertigstellte.
1711 bewarb Sieber sich erfolglos um den Bau einer neuen Domorgel für St. Stephan in Wien. 1714 erhielt er den Auftrag zum Bau der Orgel in der Michaelerkirche Wien, die zu den größten noch erhaltenen Barockorgeln der Stadt zählt. Dieses Werk stellt nach der Restaurierung durch Jürgen Ahrend 1987 die größte historische Barockorgel Wiens dar. Ähnliche große Werke hatte er vorher an St. Thomas in Brünn (1700) und 1705 an der Kathedrale St. Stanislaus und Wenzel in Schweidnitz (Swidnica/PL) gebaut.
Zu den baulichen Besonderheiten von Johann David Sieber zählt der Bau eines „klingenden Spieltisches“ als Continuowerk, die Disponierung von Zungenregistern nicht nur im Pedal, sondern auch in den Manualwerken. Regelmäßig baute er das Salicional und die Terz oder terzhaltige Register. In größeren Orgeln basierte das Hauptwerk auf einem 16 Fuß. In Mähren haben sich Sieber-Orgeln nur in Polná und im Kloster Saar (Žďár/CZ) erhalten.

## Werkliste
| Jahr           | Ort                    | Gebäude                              | Bild | Manuale | Register | Bemerkungen |
| -------------- | ---------------------- | ------------------------------------ | ---- | ------- | -------- | --- |
| 1693           | Velké Meziříčí         | St. Nikolaus                         |      | I/P     | 9        | 1844 ersetzt |
| 1696/1697/1700 | Brünn                  | St. Thomas                           |      | III/P   | 39       | Umbau der Roskoš-Orgel (1680) in drei Bauabschnitten; Prospekt erhalten                                              |
| 1705           | Świdnica (Schweidnitz) | Kathedrale St. Stanislaus und Wenzel |      | III/P   | 43       | 1911 ersetzt; Prospekt erhalten                                                                                      |
| 1706           | Olmütz                 | Kloster Hradisko                     |      | II/P    | 21       | 1793 nach St. Michael in Olmütz umgesetzt; Gehäuse und einige Pfeifen erhalten                                       |
| 1708           | Polná                  | Maria Himmelfahrt                    |      | II/P    | 31       | 2017 Restaurierung                                                                                                   |
| 1709–1711      | Žďár nad Sázavou       | Kloster Žďár, Chororgel              |      | II/P    | 18       | erhalten |
| 1713           | Znojmo (Znaim)         | St. Michael                          |      | II/P    | 24       | Zuschreibung; Prospekt erhalten                                                                                      |
| 1714           | Wien                   | Michaelerkirche                      |      | III/P   |          | 1742 Umbau durch Gottfried Sonnholz; 1987 Restaurierung durch Jürgen Ahrend und Rekonstruktion des Brüstungspositivs |
| vor 1723       | Svatý Kopeček          | Kapelle Mariä Namen                  |      | I/P     | 9        | 1724 Fertigstellung durch Anton Richter                                                                              |